# Lister Institute of Preventive Medicine

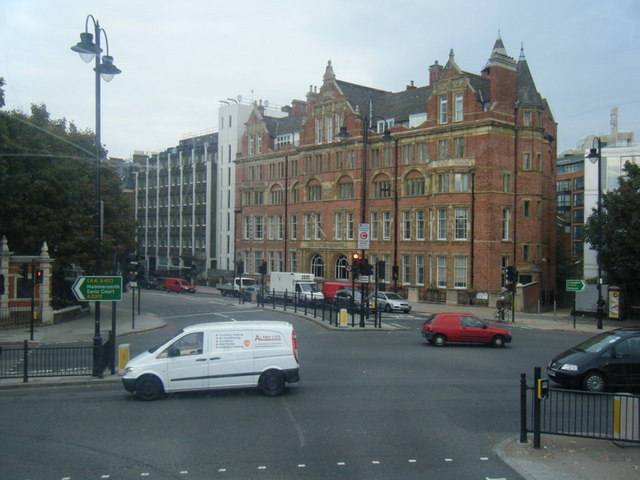
Der ehemalige Sitz des Lister Institute in Chelsea (London), seit 1985 unter dem Namen Lister Hospital ein privates Krankenhaus

Das Lister Institute of Preventive Medicine (deutsch: Lister-Institut für präventive Medizin) ist eine gemeinnützige britische Organisation zur Förderung von Forschungsprojekten in den biomedizinischen Wissenschaften.
Es wurde 1891 als Forschungsinstitut gegründet, dessen zunächst auf Infektionskrankheiten ausgerichteter Fokus später auch auf andere Erkrankungen sowie auf biochemische und biophysikalische Grundlagenforschung ausgeweitet wurde. Darüber hinaus war das Institut zuständig für die Entwicklung und Produktion von Impfstoffen und Antiseren.
In den 1970er Jahren kam es zu einer Neuausrichtung der Aktivitäten auf die Wissenschaftsförderung. Seit 2002 basiert das Förderkonzept auf der Vergabe von Lister Institute Research Prize Fellowships in Höhe von 200.000 Britischen Pfund, welche die Empfänger innerhalb von fünf Jahren für ihre Forschungsvorhaben verwenden können.

## Ehemaliges Forschungsinstitut

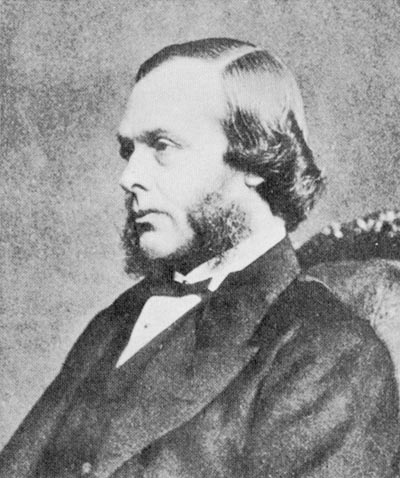
Joseph Lister, der Namensgeber des Instituts

Das Lister Institute of Preventive Medicine entstand 1891 unter dem Namen British Institute of Preventive Medicine als Forschungsinstitut mit mikrobiologischer Ausrichtung. Später wurde es zunächst in Jenner Institute of Preventive Medicine und dann in Würdigung von Joseph Lister, des Begründers der antiseptischen Chirurgie, in Lister Institute of Preventive Medicine umbenannt. Schwerpunkte in den Anfangsjahren waren die Grundlagenforschung zu den Ursachen, der Behandlung und der Verhinderung von Infektionskrankheiten wie Pocken, Typhus und Diphtherie sowie die Entwicklung und Produktion von Impfstoffen und Antiseren. Ab 1905 war das Lister Institute eine Einrichtung der Universität London. Im weiteren Verlauf des 20. Jahrhunderts wurden die Aktivitäten ausgeweitet auf die Krebsforschung, auf rheumatische und auf ernährungsbedingte Erkrankungen sowie auf grundlegende Themen aus der Biochemie und Biophysik.
Zu den wichtigsten wissenschaftlichen Leistungen, die während dieser Zeit von den Mitarbeitern des Instituts vollbracht wurden, zählten unter anderem die erstmalige chemische Synthese von ATP und die Aufklärung der Struktur von Coenzym A durch James Baddiley, die Entwicklung des ersten wirksamen Faktor-VIII-Präparats zur Behandlung von Hämophilie durch Ralph Ambrose Kekwick, die Aufklärung des Lebenszyklus von Trypanosomen durch Muriel Robertson, die Entdeckung der Mykoplasmen und die Beschreibung ihrer Rolle als Krankheitserreger durch Emmy Klieneberger-Nobel sowie die Entwicklung eines hitzestabilen Impfstoffs gegen Pocken. Der Sitz der Forschungslabore des Instituts befand sich in Chelsea, die Produktionsanlagen in Elstree in der Grafschaft Hertfordshire.

## Wissenschaftsförderung
In den 1970er Jahren erfolgte aufgrund zunehmender Finanzierungsschwierigkeiten die Umwandlung des Lister Institute of Preventive Medicine in eine Stiftung zur Wissenschaftsförderung. Die Forschungslabore wurden 1975 und die Produktionsanlagen drei Jahre später geschlossen. Aus den Verkauf der Vermögenswerte der beiden Standorte entstand das Vermögen der neuen Stiftung.
Von 1982 bis 2002 basierten die Förderaktivitäten des Instituts auf der Vergabe von Senior Research Fellowships, von denen insgesamt 95 vergeben wurden, und auf der Finanzierung von Post-Doktoranden. Die von Alec John Jeffreys, einem der ersten Fellows des Instituts, entwickelte Methode des genetischen Fingerabdrucks trug aufgrund von Lizenzeinnahmen während dieser Zeit erheblich zum Budget der Stiftung bei.
Im Jahr 2002 wurde die Förderung umgestellt auf die Vergabe von Lister Institute Research Prize Fellowships in Höhe von 200.000 Britischen Pfund, die nach einem erfolgreichen Antrag von den Empfängern innerhalb von fünf Jahren nach eigenem Ermessen für ihre Forschungsvorhaben ausgegeben werden können. Ziel ist insbesondere die Unterstützung junger Wissenschaftler, die an Einrichtungen in Großbritannien oder Irland tätig sind.
Die zur Förderung verwendeten Mittel stammen überwiegend aus Investitions- und Patenteinnahmen. Das investierte Vermögen der Stiftung betrug 2016 nach Angaben der Charity Commission for England and Wales rund 38,5 Millionen Britische Pfund, die Ausgaben für Forschungsförderung lagen im gleichen Jahr bei rund 1,2 Millionen Britischen Pfund.